# Cractícids
Els cractícids (Cracticidae), són una família d'ocells de l'ordre dels passeriformes. Avui és considerada obsoleta i alguns autors la consideren la subfamília cracticins (cracticinae) dins els artàmids (Artamidae).

## Llistat de gèneres
Segons la classificació del Congrés Ornitològic Internacional (versió 2.4 2009) aquesta família constava de 4 gèneres amb 12 espècies:
- Gènere Cracticus, amb 6 espècies.
- Gènere Gymnorhina, amb una espècie: Gymnorhina tibicen.
- Gènere Strepera, amb tres espècies.
- Gènere Peltops, amb dues espècies.

En la versió 11.1 de 2021 però, aquests gèneres i espècies s'inclouen als Artàmids.